# Долгоруково
Долгоруково (рос. Долгоруково) — селище Багратіоновського району, Калінінградської області Росії. Входить до складу Долгоруковського сільського поселення.
Населення — 2805 осіб (2015 рік).

## Географія
Селище розташоване за 8 км від районного центру — міста Багратіоновська, 32 км від обласного центру — міста Калінінграда та 1095 км від Москви.

## Історія
Селище засноване 1353 року.
Мало назви Домтау, Штаблак, Лайсен, Помпіккен, Вальдкайм до 1946 року.

## Населення
За даними перепису 2010 року, у селі мешкало 2805 осіб, з них 1359 (48,4 %) чоловіків та 1446 (51,6 %) жінок. Згідно з переписом 2002 року, у селі мешкало 2431 осіб, з них 1133 чоловіків та 1298 жінок.

## Пам'ятки
У селищі збереглися:
- Кірха Домтау.